# Route nationale 438
Die Route nationale 438, kurz N 438 oder RN 438, war eine französische Nationalstraße.
Die Straße verlief im Zeitraum von 1933 bis 1973 von Lure nach Mathay. 1973 erfolgte die Abstufung zur Departementsstraße 438. Zwischen Lure und Héricourt wird die heutige Departementsstraße 438 als Schnellstraße ausgebaut. Diese soll dann die neue Führung der Nationalstraße 19 aufnehmen. 1994 tauchte die Bezeichnung N 438 für eine Anschlussstraße zur Autobahn 28 südlich Alençon auf. Sie stellte einen Seitenast der Nationalstraße 138 dar. Seit 2006 wird die Verbindungsstraße als Departementsstraße 338bis bezeichnet.